# Ritual
Un ritual es una secuencia de actividades que implican gestos, palabras, acciones u objetos venerados, realizados según una secuencia establecida, generalmente guiada por un valor simbólico. Los rituales pueden ser prescritos por las tradiciones de una comunidad, incluyendo una comunidad religiosa. Se caracterizan, aunque no se definen, por el formalismo, el tradicionalismo, la invariabilidad, el gobierno de las reglas, el simbolismo sacro y la actuación.
Los rituales son una característica presente de todas las sociedades humanas conocidas. Incluyen no sólo los ritos de adoración y sacramentos de las religiones organizadas y cultos, sino también los ritos de paso, los ritos de expiación y purificación, los juramentos de fidelidad, las ceremonias de dedicación, las coronaciones y las tomas de posesión presidenciales, los matrimonios, los funerales y otros. Incluso acciones comunes como el apretón de manos y decir "hola" pueden calificarse de rituales. Pueden tener múltiples objetivos, por ejemplo: señalan cambios de estación, etapas agrarias, etapas de la vida humana como un cumpleaños, hechos históricos, memoria de algún grupo social, bienvenida de una deidad, rechazo de energía, entre otros. Se trata de prácticas que han acompañado a la humanidad durante toda su existencia. Han sido y continúan siendo practicados por todas las sociedades, hasta la época actual, como sucede en las prácticas políticas, deportivas, funerarias, de duelo y recreativas.[cita requerida] Los rituales estructuran la vida de comunidades o diferentes grupos, siendo compartidos y aceptados por muchos de sus miembros. Su importancia recae en que reafirman la identidad de los practicantes, no importa si se realizan en público o en privado, están estrechamente relacionados con acontecimientos significativos. Se ha asociado a los rituales con la brujería y las procesiones, sin embargo, los rituales son prácticas más amplias y son creencias de una comunidad.
En el campo de los estudios sobre rituales en la antropología se han propuesto diversas definiciones del término. Una de ellas, dada por el arqueólogo Evangelos Kyriakidis, asume que un ritual es una categoría ajena a quien investiga, o categoría "Etic", indicando un conjunto de actividades que, para quienes no forman parte de ese grupo social, pueden parecer irracionales, ilógicas o carentes de significado. Asimismo, el término puede ser utilizado desde una perspectiva "Emic", como la descripción de un ritual por parte de las personas que lo realizan, en la que se identifica el significado que le asignan. Uno de los antropólogos más reconocidos en los estudios sobre el ritual es Victor Turner, cuya definición y propuesta teórica se mencionan en los siguientes apartados. 
En psicología, el término ritual se usa a veces en un sentido técnico para un comportamiento repetitivo usado sistemáticamente por una persona para neutralizar o prevenir la ansiedad; puede ser un síntoma de trastorno obsesivo-compulsivo, pero los comportamientos ritualistas obsesivo-compulsivos son generalmente actividades aisladas. Así mismo, en la psicología existen los rituales de paso aplicados en terapias de superación para marcar el final de una etapa o de algún suceso traumático. Su objetivo en el campo de estudio de la psicología es dar apoyo y contención emocional en alguna crisis.

## Etimología

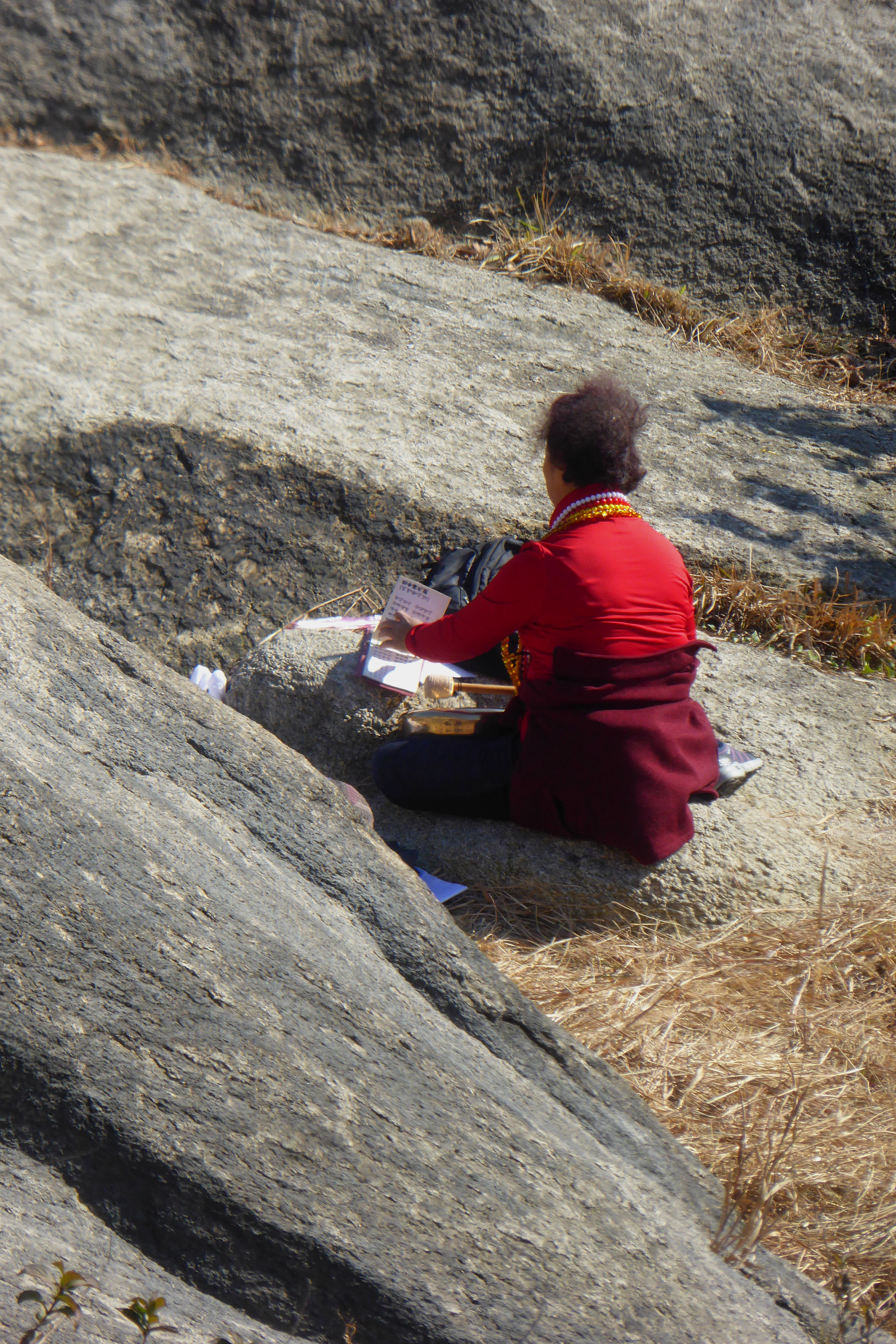
Practicante de un ritual en la montaña Inwangsan, Seúl, Corea del Sur.

La palabra en español ritual deriva del latín ritualis, "lo que pertenece al rito (ritus)". En el uso  jurídico y religioso romanos, ritus era la forma probada (mos) de hacer algo, o "actuación correcta, costumbre". El concepto original de ritus puede estar relacionado con el sánscrito ṛtá ("orden visible)" en la religión védica, "el orden lícito y regular de la estructura normal y, por tanto, propia, natural y verdadera de los acontecimientos cósmicos, mundanos, humanos y rituales". La palabra ritual se registra por primera vez en inglés en 1570, y se empezó a utilizar en la década de 1600 para significar "el orden prescrito para realizar servicios religiosos" o, más concretamente, un libro de estas prescripciones.

## Características
Apenas existen límites al tipo de acciones que pueden incorporarse a un ritual. Los ritos de las sociedades pasadas y presentes suelen incluir gestos y palabras especiales, recitación de textos fijos, interpretación de música especial, canciones o danza, procesiones, manipulación de ciertos objetos, uso de vestidos especiales, consumo de comida, bebida o drogas enteógenas, y mucho más. Catherine Bell, experta es estudios religiosos y rituales chinos, sostiene que los rituales pueden caracterizarse por el formalismo, el tradicionalismo, la invariabilidad, el gobierno de las reglas, el simbolismo sacro y la actuación.

### Formalismo

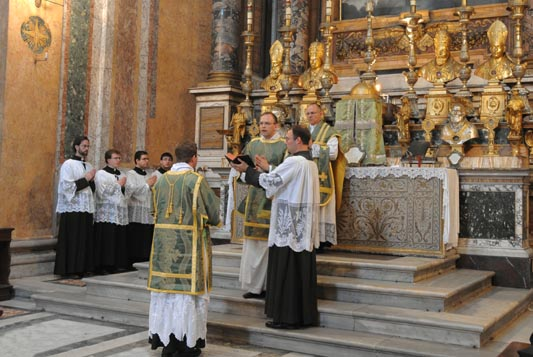
El uso del latín en una misa católica tridentina es un ejemplo de "código restringido"

El ritual utiliza un conjunto limitado y rígidamente organizado de expresiones que los antropólogos llaman "código restringido" (en oposición a un "código elaborado" más abierto). Maurice Bloch antropólogo británico sostiene que el ritual obliga a los participantes a utilizar este estilo oratorio formal, limitado en cuanto a la entonación, la sintaxis, el vocabulario, el volumen y la fijación del orden. Al adoptar este estilo, el discurso de los líderes rituales se convierte más en estilo que en contenido. Como este discurso formal limita lo que se puede decir, induce a "la aceptación, el cumplimiento o, al menos, la tolerancia con respecto a cualquier desafío manifiesto". Bloch sostiene que esta forma de comunicación ritual hace que la rebelión sea imposible y que la revolución sea la única alternativa viable. El ritual tiende a apoyar las formas tradicionales de jerarquía social y autoridad, y mantiene los supuestos en los que se basa la autoridad frente al desafío.

### Tradicionalismo

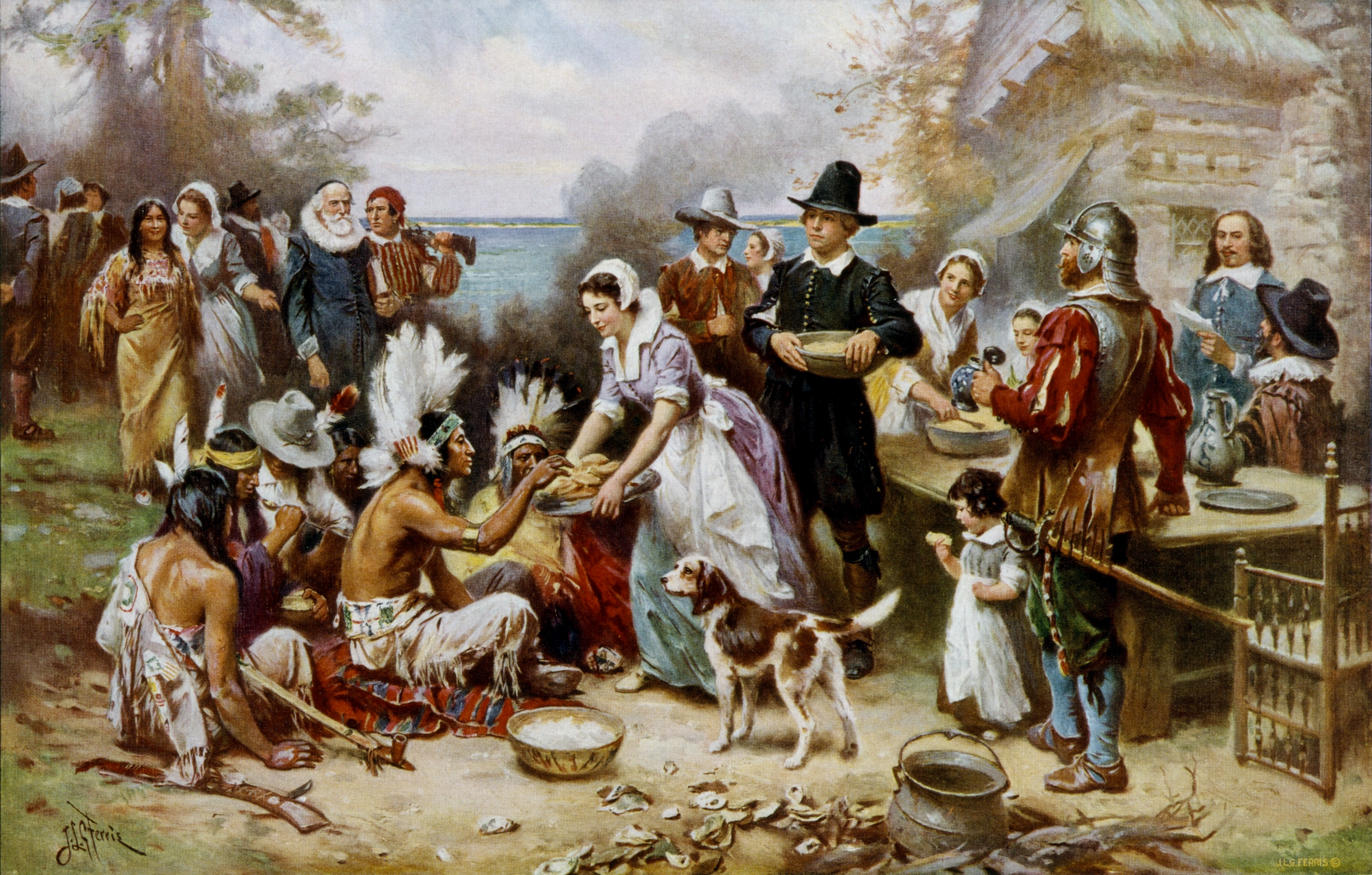
The First Thanksgiving 1621, óleo sobre lienzo de Jean Leon Gerome Ferris (1863-1930). El cuadro muestra ideas erróneas sobre el acontecimiento que persisten hasta los tiempos modernos: Los peregrinos no llevaban esos atuendos, y los wampanoag van vestidos al estilo de los indios de las llanuras.

Los rituales apelan a la tradición y, por lo general, siguen repitiendo con exactitud el precedente histórico, el rito religioso, las costumbres o la ceremonia. El tradicionalismo varía del formalismo en el sentido de que el ritual puede no ser formal pero sigue apelando a la tendencia histórica. Un ejemplo es la cena de Acción de Gracias en Estados Unidos, que puede no ser formal, pero se basa ostensiblemente en un acontecimiento de los primeros asentamientos puritanos en América. Los historiadores Eric Hobsbawm y Terrence Ranger han argumentado que muchas de ellas son tradiciones inventadas, como los rituales de la monarquía británica, que invocan una tradición milenaria pero cuya forma real se originó a finales del siglo XIX, reviviendo en cierta medida formas anteriores, en este caso medievales, que se habían dejado de practicar entretanto. Así, la apelación a la historia es importante más que la transmisión histórica exacta.

### Invariancia
Catherine Bell afirma que el ritual también es invariable, lo que implica una cuidadosa coreografía. Esto no es tanto una apelación al tradicionalismo como un esfuerzo por la repetición intemporal. La clave de la invariabilidad es la disciplina corporal, como en la oración y la meditación monásticas destinadas a moldear disposiciones y estados de ánimo. Esta disciplina corporal se realiza con frecuencia al unísono, por grupos.

### Reglas y formalismos
Los rituales tienden a estar gobernados por reglas, un rasgo algo parecido al formalismo. Las reglas imponen normas al caos del comportamiento, definiendo los límites exteriores de lo aceptable o coreografiando cada movimiento. Los individuos se someten a costumbres aprobadas por la comunidad que evocan una autoridad comunitaria legítima que puede limitar los posibles resultados. Históricamente, la guerra en la mayoría de las sociedades ha estado sujeta a restricciones altamente ritualizadas que limitan los medios legítimos con los que se libra la guerra.

### Simbolismo sacro
Las actividades que apelan a seres sobrenaturales son fácilmente consideradas rituales, aunque la apelación puede ser bastante indirecta, expresando sólo una creencia generalizada en la existencia de lo sagrado que exige una respuesta humana. Las banderas nacionales, por ejemplo, pueden considerarse algo más que signos que representan a un país. La bandera representa símbolos más amplios como la libertad, la democracia, la libre empresa o la superioridad nacional. La antropóloga Sherry Ortner escribe que la bandera:
no fomenta la reflexión sobre las relaciones lógicas entre estas ideas, ni sobre las consecuencias lógicas de las mismas tal y como se desarrollan en la actualidad social, a lo largo del tiempo y de la historia. Por el contrario, la bandera fomenta una especie de lealtad de todo o nada al conjunto, que se resume mejor [con] "Nuestra bandera, ámala o déjala". 
Los objetos particulares se convierten en símbolos sagrados a través de un proceso de consagración que crea efectivamente la dicotomía sagrado al apartarlo de la profano. Los Boy Scouts y las fuerzas armadas de cualquier país enseñan las formas oficiales de doblar, saludar e izar la bandera, enfatizando así que la bandera nunca debe ser tratada como un simple trozo de tela.

### Representación
La representación del ritual crea un marco de tipo teatral en torno a las actividades, los símbolos y los acontecimientos que dan forma a la experiencia de los participantes y a la ordenación cognitiva del mundo, simplificando el caos de la vida e imponiendo un sistema más o menos coherente de categorías de significado sobre ella. Como dijo Barbara Myerhoff, "no sólo ver es creer, hacer es creer".

## Géneros
Para simplificar, la gama de rituales diversos puede dividirse en categorías con características comunes. Los rituales pueden caer en más de un género.

### Ritos de paso
Un rito de paso es un evento ritual que marca la transición de una persona de un estatus a otro, incluyendo el nacimiento, la mayoría de edad, el matrimonio, la muerte, así como la iniciación en grupos no vinculados a una etapa formal de la vida, como una fraternidad. Arnold van Gennep afirmó que los ritos de paso están marcados por tres etapas: separación, transición e incorporación.En la primera etapa, los iniciados se separan de sus antiguas identidades por medios físicos y simbólicos. En la fase de transición, se encuentran "entre y entre". Victor Turner argumentó que esta etapa está marcada por la liminalidad, una condición de ambigüedad o desorientación en la que los iniciados han sido despojados de sus antiguas identidades, pero aún no han adquirido la nueva. Turner afirma que "los atributos de la liminalidad o de las personae ("personas del umbral") liminales son necesariamente ambiguos"  En esta etapa de liminalidad o "antiestructura" (véase más adelante), la ambigüedad de roles de los iniciados crea un sentido de communitas o vínculo emocional de comunidad entre ellos. Esta etapa puede estar marcada por las ordalías rituales o el entrenamiento ritual. En la etapa final de incorporación, los iniciados son confirmados simbólicamente en su nueva identidad y comunidad.
El rito de paso implica un cambio significativo de estado social. En antropología cultural el término es el anglicismo de rite de passage, un término francés innovado por el etnógrafo Arnold van Gennep en su obra Les rites de passage, Los ritos de paso. El término se ha adoptado plenamente en la antropología, así como en la literatura y las culturas populares de muchas lenguas modernas.

### Los ritos del agua
Un rito acuático es un rito o costumbre ceremonial que utiliza el agua como elemento central. Normalmente, se sumerge o baña a una persona como símbolo de adoctrinamiento religioso o purificación ritual. Algunos ejemplos son el Mikveh en el judaísmo, una costumbre de purificación; el misogi en el sintoísmo, una costumbre de purificación espiritual y corporal que implica el baño en una cascada, río o lago sagrados; el bautismo en el cristianismo, una costumbre y sacramento que representa tanto la purificación como la iniciación en la comunidad religiosa (la Iglesia cristiana); y el Amrit Sanskar en el sijismo, un rito de paso (sanskar) que representa de forma similar la purificación y la iniciación en la comunidad religiosa (la khalsa). Los ritos que utilizan el agua, pero no como característica central, por ejemplo, los que incluyen agua potable, no se consideran ritos de agua.

### Ritos según calendario y conmemorativos
Los ritos según calendario y conmemorativos son actos rituales que marcan determinadas épocas del año o un periodo fijo desde un acontecimiento importante. Los rituales según calendario dan un significado social al paso del tiempo, creando ciclos semanales, mensuales o anuales repetitivos. Algunos ritos están orientados a los cambios estacionales, y pueden estar fijados por el calendario solar o el lunar. Los fijados por el calendario solar caen en el mismo día (del calendario gregoriano, solar) cada año (como Año Nuevo el primero de enero) mientras que los calculados por el calendario lunar caen en fechas diferentes (del calendario gregoriano, solar) cada año (como Año Nuevo lunar chino). Los ritos según calendario imponen un orden cultural a la naturaleza. Mircea Eliade afirma que los rituales según calendario de muchas tradiciones religiosas recuerdan y conmemoran las creencias básicas de una comunidad, y su celebración anual establece un vínculo entre el pasado y el presente, como si los acontecimientos originales volvieran a suceder: "Así lo hicieron los dioses; así lo hacen los hombres".

### Ritos de intercambio y comunión
Este género de ritual abarca formas de sacrificio y ofrenda destinadas a alabar, complacer o aplacar a los poderes divinos. Según el antropólogo Edward Tylor, este tipo de sacrificios son regalos que se dan con la esperanza de obtener un retorno. Sin embargo, Catherine Bell señala que el sacrificio abarca una serie de prácticas que van desde las manipulativas y "mágicas" hasta las de pura devoción. La puja hindú, por ejemplo, no parece tener otro propósito que el de complacer a la deidad.
Según Marcel Mauss, el sacrificio se distingue de otras formas de ofrenda por estar consagrado y, por tanto, santificado. Como consecuencia, la ofrenda suele ser destruida en el ritual para transferirla a las deidades.

### Ritos de aflicción
El antropólogo Victor Turner define los ritos de aflicción como acciones que buscan mitigar los espíritus que infligen desgracias a los humanos. Estos ritos pueden incluir formas de adivinación de espíritus (consultando oráculos) para establecer las causas, y rituales que curan, purifican, exorcizan y protegen. La desgracia experimentada puede incluir la salud individual, pero también cuestiones más amplias relacionadas con el clima, como la sequía o las plagas de insectos. Los ritos de curación realizados por los chamanes suelen identificar el desorden social como la causa, y hacen de la restauración de las relaciones sociales la cura.
Turner utiliza el ejemplo del ritual Isoma entre los Ndembu del noroeste de Zambia para ilustrarlo. El rito Isoma de aflicción se utiliza para curar la infertilidad de una mujer sin hijos. La infertilidad es el resultado de una "tensión estructural entre la descendencia matrilineal y el matrimonio virilocal", es decir, la tensión que siente una mujer entre la familia de su madre, a la que debe lealtad, y la familia de su marido, entre la que debe vivir. "Es porque la mujer ha entrado demasiado en contacto con el 'lado del hombre' en su matrimonio que su matrikin muerto ha perjudicado su fertilidad". Para corregir el equilibrio de la descendencia matrilineal y el matrimonio, el ritual de Isoma aplaca dramáticamente a los espíritus difuntos exigiendo a la mujer que resida con los parientes de su madre.

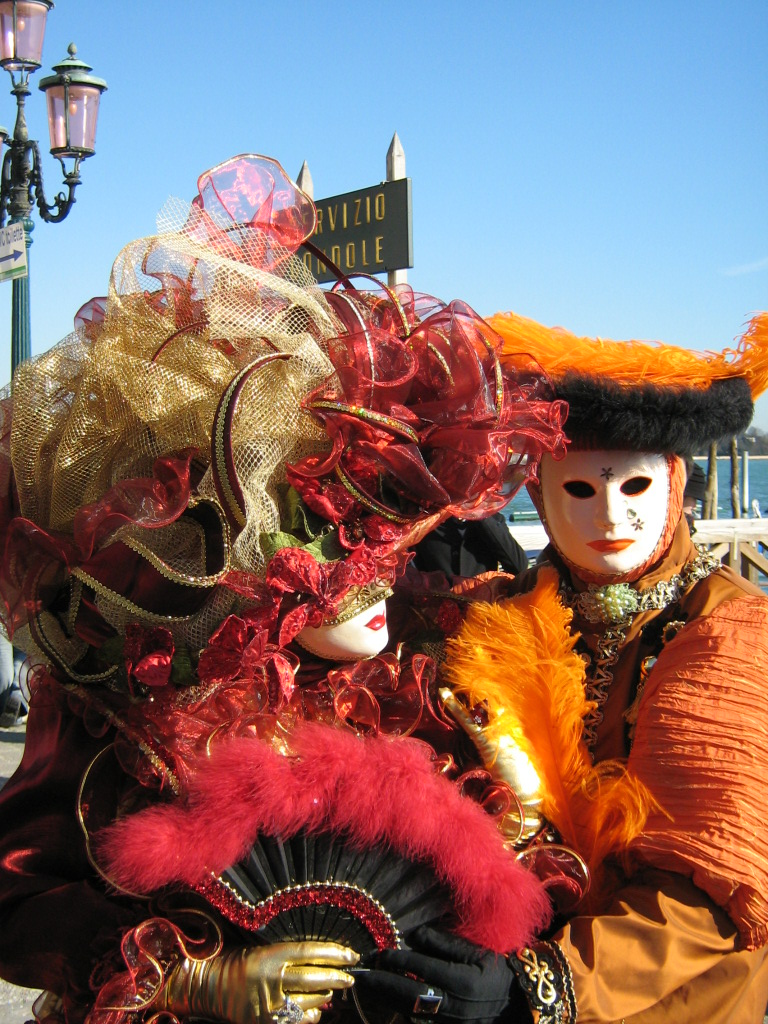
Mascarada en el Carnaval de Venecia

### Ritos de fiesta, ayuno y festivales
Los ritos de fiesta y ayuno son aquellos a través de los cuales una comunidad expresa públicamente su adhesión a unos valores religiosos básicos y compartidos, más que a la presencia manifiesta de deidades, como ocurre en los ritos de aflicción, en los que también puede haber fiesta o ayuno. Abarca una serie de actuaciones como el ayuno comunal durante el Ramadán por parte de los musulmanes; el matanza de cerdos en Nueva Guinea; las festividades del Carnaval; o las procesiones penitenciales en el catolicismo. Victor Turner describió esta "representación cultural" de los valores básicos como un "drama social". Dichos dramas permiten que las tensiones sociales inherentes a una determinada cultura se expresen y se elaboren simbólicamente en una catarsis ritual; a medida que las tensiones sociales siguen persistiendo fuera del ritual, aumenta la presión para la representación cíclica del mismo. En el Carnaval, por ejemplo, la práctica del enmascaramiento permite a la gente ser lo que no es, y actúa como un nivelador social general, borrando jerarquías sociales que de otro modo serían tensas en un festival que enfatiza el juego fuera de los límites sociales normales. Sin embargo, fuera del carnaval, las tensiones sociales de raza, clase y género persisten, por lo que se requiere la repetida liberación periódica que se encuentra en el festival.

### Rituales políticos

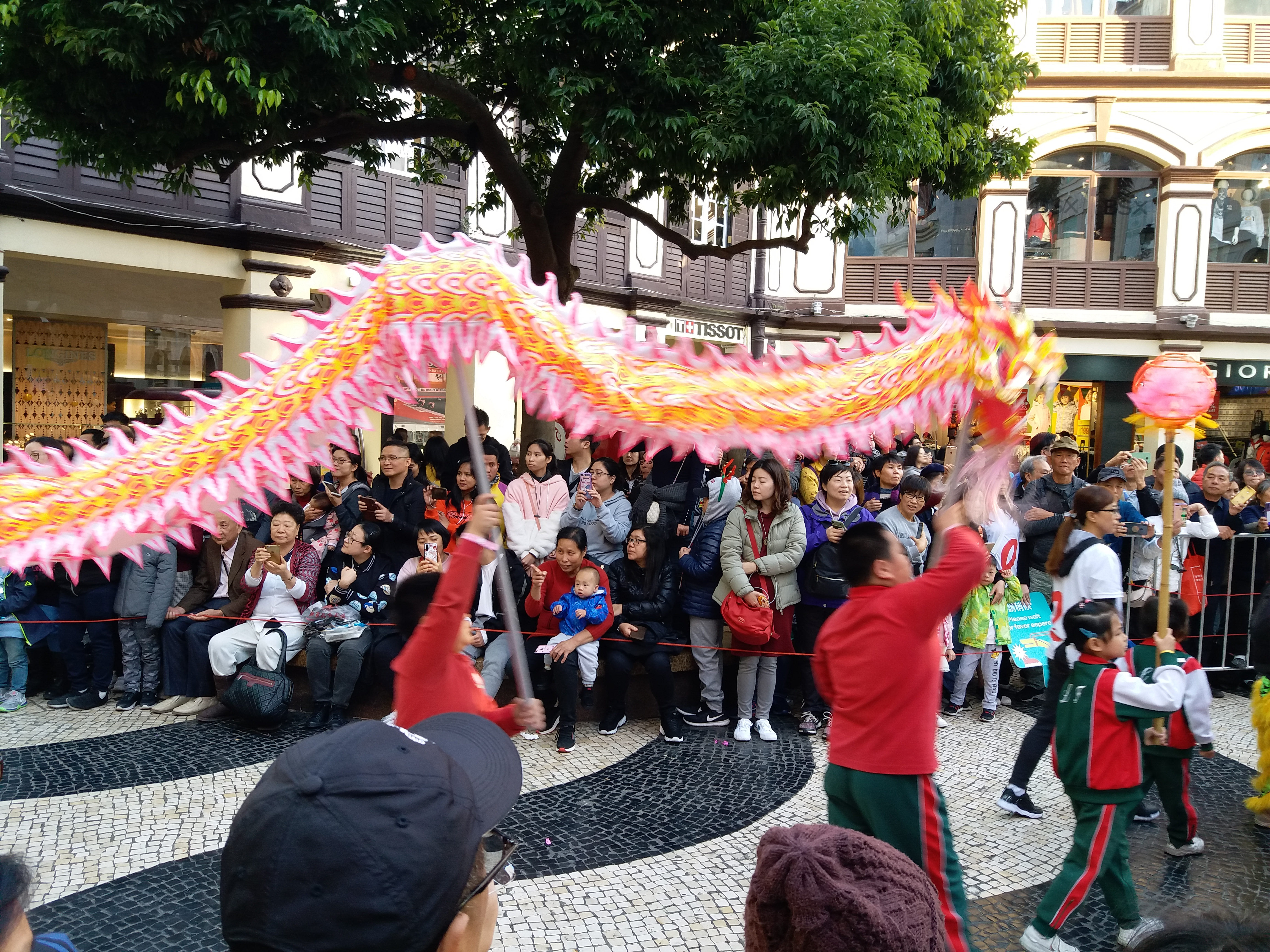
Desfile por Macao, Ciudad Latina (2019). El desfile se celebra anualmente el 20 de diciembre para conmemorar el aniversario de la entrega de Macao a China.

Según el antropólogo Clifford Geertz, los rituales políticos construyen en realidad el poder; es decir, en su análisis del Estado balinés, argumentó que los rituales no son un adorno del poder político, sino que el poder de los actores políticos depende de su capacidad para crear rituales y del marco cósmico en el que la jerarquía social encabezada por el rey se percibe como natural y sagrada. Como "dramaturgia del poder", los sistemas rituales integrales pueden crear un orden cosmológico que configura a un gobernante como un ser divino, como en el "derecho divino" de los reyes europeos, o el emperador divino japonés. Los rituales políticos también surgen en forma de convenciones no codificadas o codificadas que practican los funcionarios políticos y que cimentan el respeto a las disposiciones de una institución o función frente al individuo que la asume temporalmente, como puede verse en los numerosos rituales que aún se observan dentro del procedimiento de los órganos parlamentarios.
El ritual puede utilizarse como una forma de resistencia, como por ejemplo, en los diversos Cargo Cults que se desarrollaron contra los poderes coloniales en el Pacífico Sur. En estos movimientos religioso-políticos, los isleños utilizaban imitaciones rituales de las prácticas occidentales (como la construcción de pistas de aterrizaje) como medio para invocar la carga (productos manufacturados) de los antepasados. Los líderes de estos grupos caracterizaban el estado actual (a menudo impuesto por los regímenes capitalistas coloniales) como un desmantelamiento del antiguo orden social, que pretendían restaurar.

## De la adolescencia a la adultez
Uno de los ritos más practicados por la cultura celta era el de la búsqueda de la sabiduría dentro de uno mismo. Era un rito muy practicado por los jóvenes que salían de la pubertad y debían convertirse en hombres.[cita requerida]
Este rito requería del uso de símbolos, talismanes, velas, hierbas, entre otras cosas. Consistía, básicamente, en que el ejecutante se retirara a algún bosque por algunos días (generalmente una semana).[cita requerida]
La razón por la que los jóvenes se retiraban al bosque era porque entraban en contacto con los seres elementales, que les ayudaban a pasar de la adolescencia a la adultez. Algunos de estos seres eran: elfos, duendes, gnomos, hadas y ninfas. Éstos representaban, para los celtas, la esencia de la magia y de su cultura. Dichos seres eran los guardianes de la naturaleza y por ello se encontraban presentes en todos los ritos mágicos practicados por la cultura celta.[cita requerida]

## En África
Algunos de los ritos más conocidos en África fueron los de la civilización egipcia. En donde se destacan:

### Ritos sociales
Son ritos que tienen como fin cumplir las leyes de los antepasados. Pero para ello se establecen ciertas prohibiciones, que forman parte de la conducta de los susodichos:[cita requerida]
- En el dominio de la alimentación está prohibido el consumo del animal del grupo al que se está ligado: el león para los diaras, el cocodrilo para los traorés, el antílope para los Soo está proscrito para las mujeres y los niños de Gabón. Los jóvenes eves tienen vedado el consumo del mono y, en Gabón, los enfermos de pian tienen prohibido ingerir bananas.
- En la multitud de los gestos: en las monarquías sagradas, no debe notarse que el monarca tiene necesidades orgánicas. No se le debe de ver comiendo, se ignora si se tiene el pelo cortado o no. No deben escucharse palabras de las cuales no se es destinatario. A las mujeres se les prohíbe escuchar palabras de la circuncisión o aquellas que acompañen a determinados ritos. A otra se les prohíbe decir groserías o injurias contra la madre y los sacerdotes.
- La muerte: es la irrupción más allá del mundo de los vivos y contamina todo cuanto se le acerca. En Gabón, el viudo o viuda eran, en otro tiempo, purificados radicalmente: eran encerrados en una choza a la cual se le prendía fuego. Cuando el cautivo huía del lugar, quedaba purificado. Los diolas niegan la muerte y la toman como broma, pero entre los kisisi se hace necesaria la purificación de todo lo que se encontraba en la estancia en donde tuvo lugar el deceso.
- La esterilidad: debe ser reparada porque trastorna el ritmo de su vida. Interrumpe la rueda de las generaciones hasta que el celibato haya perdido valor.[cita requerida]

### Ritos de protección
En ellos, es necesario proteger el trabajo y practicar ritos antes de iniciar labores agrícolas, antes de recoger las cosechar. Debe pedirse perdón antes de cultivar la tierra, antes de sacrificar a un animal o antes de talar un árbol.[cita requerida]

### Ritos de regeneración
También es necesario regenerar el mundo en intervalos de 60 años. Cada periodo, los dogón inician un ritual ambulante que recorre todos los poblados del Acantilado de Bandiagra y devuelve la juventud al universo. Cada año, en el solsticio de verano, los swazis realizan una gran ceremonia en la que el soberano o actor principal pone en escena las aguas del mundo, el fuego y los frutos en la tierra.[cita requerida]
La muerte de un rey, aun siendo por causas naturales, obliga a una regeneración. Para ello, la tradición impuso un ritual de inversión iniciado desde el anuncio del deceso. Mandan a los esclavos al libertinaje hasta que de este desorden surge el deseo de un nuevo orden y una autoridad tranquilizadora. Esta situación ha sido observada en República del Congo y en Benín.[cita requerida]
Cuando grupos sociales pasan por momentos difíciles, se deben promover ritos para mantener la paz y así asegurar la supervivencia. Mediante este ritual, los miembros de la sociedad toman conciencia de los valores que unen a su grupo.[cita requerida]

### Ritos de curación
La enfermedad en un individuo se concibe como "la ruptura en el equilibrio de la persona y en los procesos de ajuste personal". Se considera la enfermedad como una fuerza dañina y negativa. En Malí, se cree al enfermo atacado por un brujo. Si la infección es benigna y conocida, el enfermo se cuida solo, pero si se presentan síntomas alarmantes, se debe consultar a un adivino antes de ofrecer sacrificios o realizar ofrendas.[cita requerida]

## En América
Los pueblos americanos realizaban rituales distintos a los de los otros continentes. Algunos de los ritos de antaño más conocidos de América son los que se llevaban a cabo en Mesoamérica (actual México y parte de Centroamérica), con objeto de venerar a los dioses. Los pueblos de Mesoamérica era politeístas.[cita requerida]

### Sacrificios humanos
Fue una de las principales características de los rituales mesoamericanos. En estos rituales se ofrecía sangre de los sacrificados a los dioses. Generalmente, los sacrificados eran prisioneros de guerra. Los mexicas o aztecas practicaban el sacrificio humano debido a que, en su mito fundador, el dios Huitzilopochtli les ordenaba sacrificar a su hermana Coyolxauhqui, por haberlo traicionado.[cita requerida]
Los mexicas obtenían prisioneros de guerra mediante las Guerras Floridas, enfrentamientos planeados por ambos bandos que tenían como objetivo la captura de prisioneros que luego serían sacrificados ante los dioses. Sin embargo, dichas guerras tenían requisitos: los guerreros debían ser hombres cuya falta no perjudicara de ninguna manera a su grupo y debían llevarse a cabo los enfrentamientos después de la recolección y almacenamiento de granos.[cita requerida]
Con la llegada y evangelización de los conquistadores españoles en tierras mesoamericanas se prohibió que dichos ritos continuaran efectuándose, debido a que se consideraba "algo obra del diablo". Pedro de Alvarado, que había sido encargado de los asuntos de la conquista por Hernán Cortés, llevó a cabo una gran matanza en el Templo Mayor, bajo el argumento anterior.[cita requerida]

## Ofrendas
En México, las ceremonias y rituales incluidos en las ofrendas constituyen algunas de las expresiones culturales más importantes para establecer vínculos simbólicos con seres divinos, personas difuntas y con el entorno natural. Estos rituales incluyen actividades de manifestaciones sagradas de petición y agradecimiento, donde siguen un patrón de ejecución y una serie de símbolos que sirven de identidad. Desde la época prehispánica, se conocen algunos elementos naturales que se han usado en los rituales, como los organismos psicoactivos u hongos alucinógenos, sugieren que su uso establece el contacto con los dioses. Estos organismos son denominados teonacatl "carne de los dioses", generalmente, se consumían mezclados con cacao o pulverizados con tabaco para ser fumados. Su consumo se encuentra documentado en escritos de la época colonial. Otro de los elementos naturales más usados como organismo sagrado fueron, para los mayas, las aves o las plumas de Quetzal, usadas como símbolo y adorno en los tocados que portaban los gobernantes mayas. 
Otras ofrendas eran parte de actividades de manifestaciones en señal de veneración a un dios o como petición. Pueden ser pedestales con la figura del dios, mesas o muebles adornados, entre otros tipos de ofrendas.[cita requerida] Actualmente, continúan realizándose ofrendas. En América, se realizan en México las ofrendas de Día de Muertos, como una relación entre vivos y muertos, donde los difuntos emigran a lugares intangibles y vuelven en este día para gozar de la comida que les gustaba y dialogar con su recuerdo. También se llevan a cabo visitas a las tumbas de los difuntos para llevar flores, bebidas y comida para pasar la tarde con su familiar. 
En otros países de América Latina, también se realizan rituales que constituyen ofrendas, como en Bolivia, la ofrenda llamada Apxata donde se colocan símbolos como veladoras, flores, dulces, pan Wawa que es pan con forma humana, animales o cruces para representar al difunto. Se acostumbra a rezar, levantar la ofrenda y repartir los elementos entre los participantes. En Colombia, el 1 de noviembre se reúnen en cementerios para dejar ofrendas con dulces, juguetes, bebidas y comida que solían gustarle a sus difuntos. También se acostumbra a rezar a los santos que permitieron cruzar a sus seres queridos al más allá. 

## Exorcismo
El exorcismo  es una práctica religiosa para expulsar a un demonio. Se ha hecho desde la Antigüedad en lugares como Mesopotamia y Egipto. Ha sido practicado desde creencias tribales por el chamanismo y hasta por religiones como el cristianismo o el islam.

## Rituales modernos y de actualidad
En la actualidad se siguen realizando múltiples rituales. En especial, cabe destacar aquellos relacionados con los ámbitos políticos y deportivos. Las ceremonias realizadas en los inicios de cursos escolares, los conciertos, la apertura de las Olimpiadas o los desfiles son ejemplos de rituales actuales. En todos ellos se hace referencia a un conjunto de creencias (un buen inicio, la competencia, la hermandad, la lucha, la protesta). El sociólogo Emile Durkheim, destacó que los rituales no eran prácticas antiguas, sino que también existían en su tiempo (y en cualquiera). Además, recalcó que no eran propios del ámbito religioso, sino que se extendían a otros rubros, denominándolos rituales seculares, en donde destacaba los rituales de grandes colectividades, como los festejos nacionales. Victor Turner, antropólogo, destacó que los rituales tienen varias dimensiones y que incluso los rituales religiosos tenían expresiones políticas. También los medios de comunicación colectiva, tales como la televisión o el cine, han posibilitado una nueva serie de prácticas, tanto en la difusión de los rituales ya existentes, como en la creación de nuevos rituales. James Lull habla acerca de un espacio sacro en el que se coloca a los aparatos y una organización para mirarlos, además del acompañamiento de ciertas comidas, bebidas y actitudes.[cita requerida]